# 2021年福岛地震
2021年福岛地震是2021年2月13日晚发生于日本福岛县近海的强烈地震。该次地震震级为Mj 7.3级，震源深度约为60千米，最大震度为6强。该次地震已列入美国地质调查局2021年显著地震列表。

據日本氣象廳所指，此次地震被認為是2011年日本東北地方太平洋近海地震的餘震。该次地震是发生于2011年4月7日的2011年4月宫城地震以来，首个发生于东北地方近海的最大震度达6强的地震。也是2019年山形地震以来，日本首個震度達6強的地震。

## 发震构造

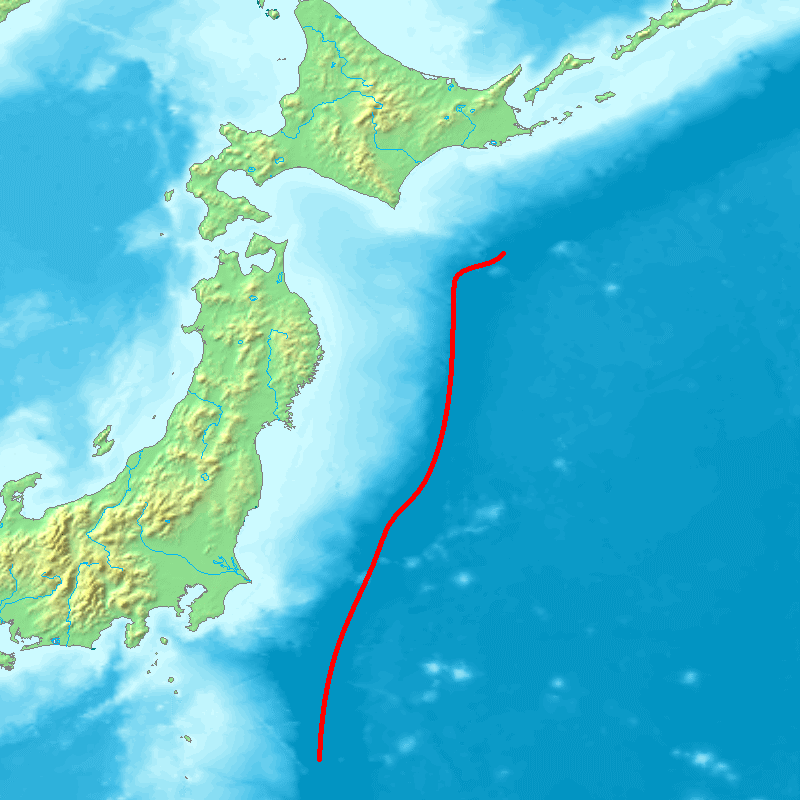
日本海沟示意图

日本列岛地处欧亚大陆板块、北美洲板块、太平洋板块和菲律宾板块四个板块的交界处，是组成环太平洋火山地震带的一部分。太平洋板块、北美洲板块和欧亚大陆板块、菲律宾板块互相碰撞，使得日本列岛逐渐从海底突起，这使得日本附近地区火山、地震等自然灾害频发。而福岛县近海位于北美板块和太平洋板块的接壤处，是日本地震最频繁的地区之一。东北地方太平洋近海曾于2011年发生过日本观测史上规模最大的地震，即2011年东北地方太平洋近海地震。
日本气象厅认为，该次地震为2011年东北地方太平洋近海地震的余震。并于震源机制解速报中推定，该次地震属于压力轴为西北西－东南东方向的逆断层型地震。
地震調査研究推進本部在地震发生翌日举行了临时会见，并在会见中指出该次地震的震源位于南北走向的长约40千米的断层上。

## 参数观测

### 紧急地震速报
相关测站于23时08分0.2秒首次检测到地震波。在检测到地震波10.0秒后，紧急地震速报系统自动对宫城县、福岛县、岩手县、山形县、茨城县发布了警报。而在检测到地震波33.6秒后，根据局部无阻尼运动传播法，紧急地震速报的警报范围自动追加了栃木县、千叶县、秋田县、埼玉县、群马县、新潟县。

### 地震参数
日本气象厅于各地震度相关情报中测定，该次地震发生于2021年2月13日23时08分，震级为Mj 7.1级，震中位于福岛县近海（北纬37.7度，东经141.8度），震源深度约为60千米，最大震度为6强。地震发生1小时2分后，即2月14日1时10分，该机构修订了地震参数，将发震时刻确定为23时07分，震中修订为北纬37度43.7分，东经141度41.9分，震级上调至Mj 7.3级，震源深度修订至55千米。
根据中国地震台网测定，该次地震发生于2021年2月13日23时07分50秒，震中位于日本本州东岸近海（北纬37.70度，东经141.80度），震级达MW 7.1级，震源深度约为50千米。
根据美国地质调查局测定，该次地震发生于2021年2月13日23时07分49秒，震中位于日本福岛县双叶郡浪江町东东北90千米处（北纬37.686度，东经141.992度），震级为MW 7.0级，震源深度约为54.0千米。
根據香港天文台測定，該次地震發生於2021年2月13日23時08分，震中位於日本本州岛東面近岸（北緯37.7度，東經141.9度附近），即宫城县仙台之東約110公里，震級為MW7.2級。

### 烈度分布
下表列出了震度达到5弱以上的市町村。
| 震度 | 都道府县 | 观测点名称 |
| ---- | -------- | --- |
| 6强  | 宫城县   | 藏王町 |
| 6强  | 福岛县   | 国见町、相马市、新地町 |
| 6弱  | 宫城县   | 石卷市、岩沼市、登米市、川崎町、亘理町、山元町 |
| 6弱  | 福岛县   | 福岛市、郡山市、须贺川市、南相马市、伊达市、本宫市、桑折町、川俣町、天荣村、广野町、楢叶町、川内村、大熊町、双叶町、浪江町                                                         |
| 5强  | 宫城县   | 仙台市青叶区・宫城野区・若林区、盐灶市、白石市、名取市、角田市、栗原市、东松岛市、大崎市、大河原町、村田町、柴田町、丸森町、松岛町、七滨町、利府町、大乡町、大衡村、涌谷町、美里町 |
| 5强  | 福岛县   | 磐城市、白河市、二本松市、田村市、大玉村、镜石町、猪苗代町、泉崎村、中岛村、矢吹町、玉川村、浅川町、小野町、富岡町、葛尾村、饭馆村                                                 |
| 5强  | 栃木县   | 高根泽町、那须町 |
| 5弱  | 岩手县   | 一关市、矢巾町 |
| 5弱  | 宫城县   | 仙台市太白区・泉区、多贺城市、富谷市、大和町、色麻町、加美町 |
| 5弱  | 山形县   | 米泽市、上山市、中山町、白鹰町 |
| 5弱  | 福岛县   | 汤川村、会津美里町、西乡村、棚仓町、矢祭町、石川町、平田村、古殿町、三春町 |
| 5弱  | 茨城县   | 日立市、土浦市、常陆太田市、笠间市、常陆大宫市、那珂市、筑西市、鉾田市、城里町、东海村                                                                                             |
| 5弱  | 栃木县   | 大田原市、那须乌山市、那珂川町 |
| 5弱  | 埼玉县   | 加须市 |

另外，从北海道到中国地方的大范围区域内观测到相当于震度1至4的摇晃。
根据防灾科学技术研究所的记录，位于宫城县山元町的观测点记录到了高达1432 gal的峰值加速度。此数据为该机构有史以来记录到的数值最大的加速度。该机构还推测，山元町的一部分地区的震度可能达到了最高标准的7。

### 长周期地震动
福岛县中通观测到了阶级为4的长周期地震动。日本气象厅认为，位于该地区大樓高层部分的人有可能无法站立，大部分未经固定的家具會发生移动或倒下。宫城县北部、宫城县南部、福岛县滨通观测到了阶级为3的长周期地震动。除此之外，山形县、茨城县、栃木县、千叶县、神奈川县、新潟县、山梨县、长野县均有地区观测到了最高阶级为2的长周期地震动，而北海道、青森县、秋田县、群马县、埼玉县、东京都、静冈县、爱知县也有地区观测到了阶级为1的长周期地震动。

## 海啸情况
日本气象厅认为该次地震虽然不会引发对附近地区沿岸造成灾害的海啸，但会导致一定程度的海面变动。该机构对青森县太平洋沿岸、岩手县、宫城县、福岛县、茨城县、千叶县九十九里外房发布了海啸预报，预计海啸最高高度不超过0.2米。
2月14日1时44分，宫城县石卷港观测到最大高度为20厘米的海啸。此外，宫城县仙台港和福岛县相马港分别于1时21分和2时48分观测到高度同为10厘米的海啸。
静冈大学防灾综合中心客座教授吉田明夫指出，由于这次地震是震源较深的板内地震，因此海底的地壳变动不会很大。此外，地震調査研究推進本部委员长平田直称，就如2011年东北地方太平洋近海地震一样，如果震源深度更浅一些的话可能会引起更大的海啸。

## 震害情况

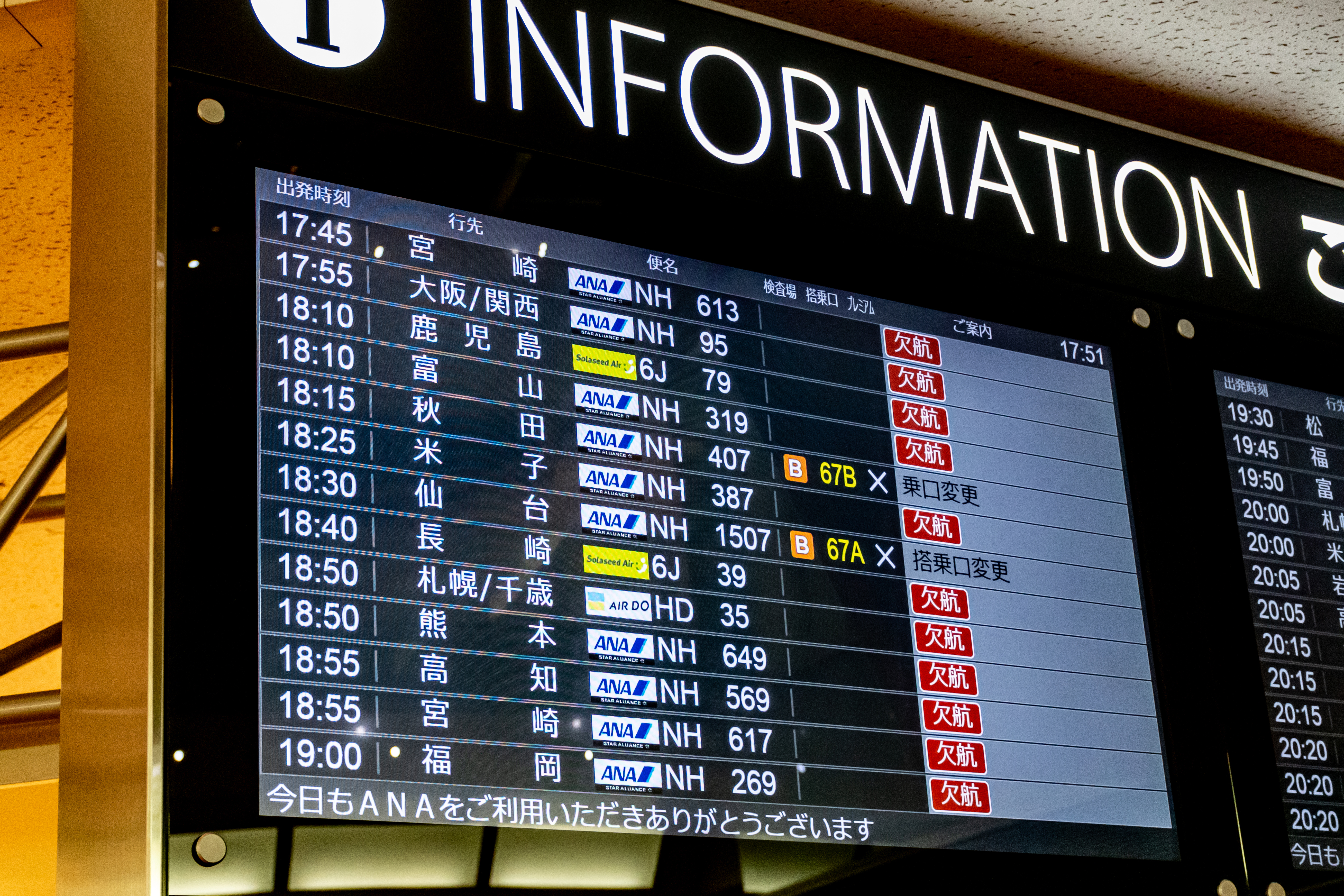
拍摄于2月19日的羽田机场出发指示牌。因东北新干线部分区间停运，部分航司增加了前往东北地方的临时航班

### 伤亡
據日本總務省消防廳於2021年11月26日的報告稱，此次地震共有2人遇難，分別在福島縣福島市與福島縣二本松市；另有186人受傷，其中重傷者16人。而福島市的死者为一名常年独居的50多岁男性，被發現埋在家具下方，隨後確認死亡。

### 建筑
強震造成一些古蹟受損，如宫城县仙台市的瑞鳳殿、白石市的白石城、福岛县福島市福島稻荷神社。此外，相馬市馬陵公園有多座石燈籠傾倒，相馬市興仁寺內藥師堂的屋頂崩落。
福岛县新地町公所因水管破裂发生了漏水，此外3层的一部分天花板塌落。位于同县二本松市的汽车竞赛场发生了大规模的塌方，塌方的泥沙流入了场内塞车路线等处。福岛市福岛赛马场的顶棚面板掉落，洒水机破损漏水。该赛马场曾发售了当日的赛马券，但2月14日仍取消了营业。
国立病院机构宫城病院作为唯一一个位于宫城县山元町亘理郡的综合医院，由于建筑物损伤和漏水，一部分诊疗所需的设备被水淹没。因此，一般急救门诊全部停止，只接受电话预约药的处方和电话诊疗。

### 基础设施
东京电力称，受地震影响，关东地方1都8县共有809,410户停电。其中，栃木县约21万8,820户，神奈川县约19万2,430户，静冈县约17万4,670户，山梨县约7万7,000户，茨城县约7万2,140户，千叶县约4万1,260户，群马县约3万2,840户，埼玉县约240户，东京都不足10户。此外，日本厚生勞動省表示，宮城、福島、茨城、櫪木縣一共最多有2萬5700戶也因地震而停水，陸續恢復供水中。
據原子能管制委員會表示，核電廠及核燃料處理設施並未發生放射性物質外洩，包括全廠廢爐中的福島第一核電廠及福島第二核電廠。
位于宫城县仙台市、多贺城市、七滨町的ENEOS仙台製油所发生灯油泄漏事故，约有10升灯油泄漏。消防厅称，罐体没有大规模损伤，对于泄漏也进行了应急处理。

### 交通

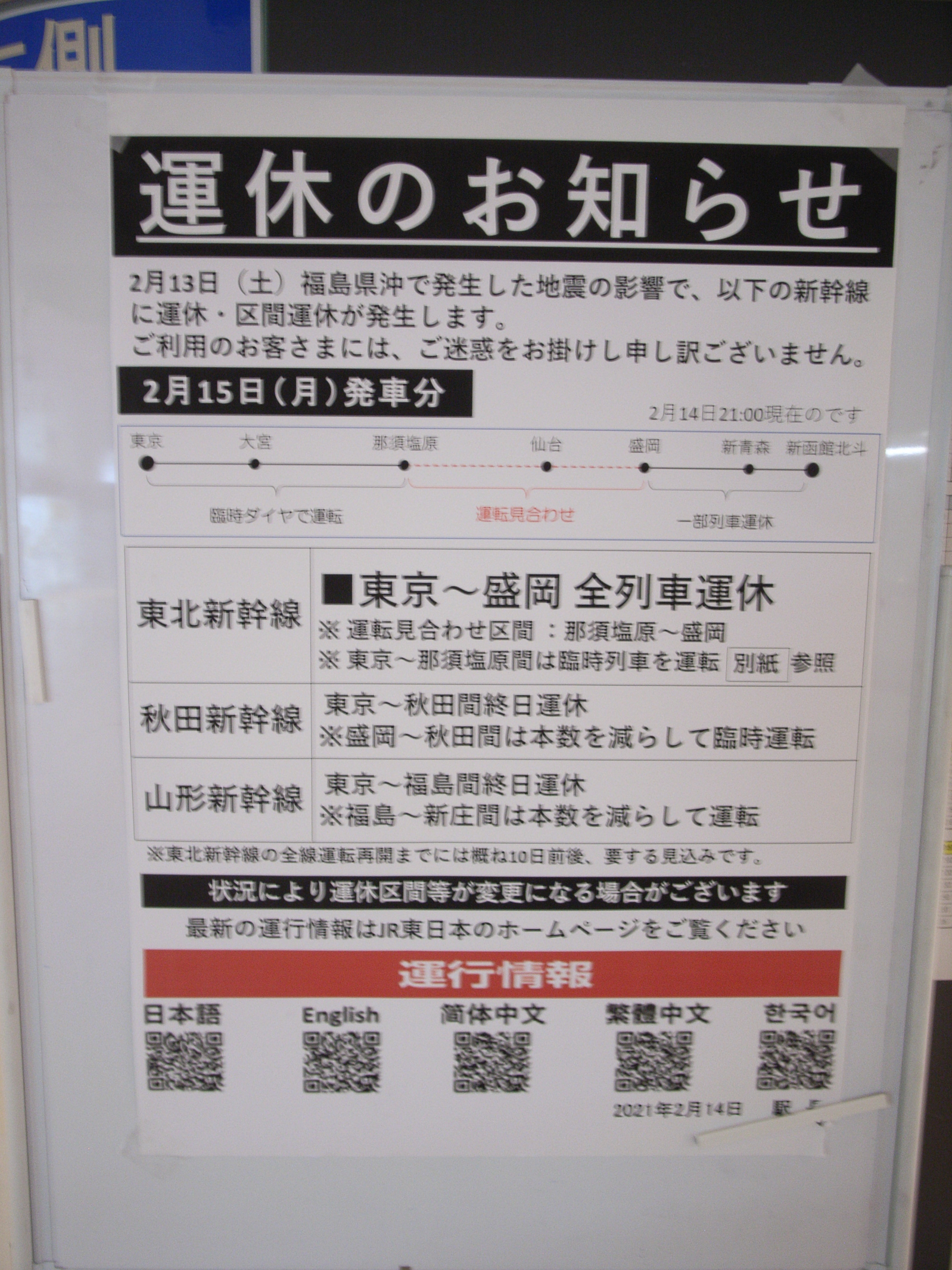
东北新干线部分区间停运通知

東北新幹線則因強震導致不少設施受到影響，高架橋、電線桿受損嚴重，以至於那須鹽原車站和盛岡車站的區間北上南下列車暫時停駛，預計至少要十日才能全線恢復通車。JR東日本將一部份原本只行駛於磐城站與品川站區間的常磐線常陸號列車延長行駛至仙台站，做為替代交通。全日空與日本航空已加開全國各地往返東北地方的航空班次。2月24日，全線恢復通車，但因安全考量減班並降速運行。

### 经济
多個在東北地方及关东地方設廠的股票上市公司因震災而暫時停產，包括朝日啤酒、麒麟啤酒、瑞薩電子、三井化學等。

## 社会反应

### 广播
日本放送协会和大部分民营电视台中断了地震发生时播放的节目，并以取消一些预定播放的节目或推迟播放时间的形式编排了新闻特别节目。此外，日本放送协会对受灾严重的福岛县免除了2个月的NHK收视费。

### 考试
由于东北新干线停运，考生出行可能会受到阻碍。因此，文部科学省于2月15日向全国大学提出了关于实施补考等措施的要求，以确保灾区考生的考试机会。
原定于同月25日和26日进行学部招生考试的东北大学宣布，将法学部考场，由建筑物耐震性存在问题的川内南校区变更至片平校区。
早稻田大学宣布，对于因东北新干线停运导致考试当天无法到场的居住在东北地方的考生，2月15日以后进行的所有学部招生考试将只根据大学入学共通考试的结果来判定合格与否。除此之外，法政大学也采取了类似的措施。对于14日和16日不能参加考试的考生，将只根据大学入学共通考试的结果来判定合格与否。
2所大学宣布将进行补考。庆应义塾大学称，关于2月15日和16日举行的文学部和法学部的考试，对于不能参加考试的考生，将于3月9日实施补考。而福岛学院大学称，将原定于2月15日实施的福祉学部的入学考试延期到同月20日。
此外，中央大学称，关于15日的经济学部和理工学部的考试，仙台市考场的考试开始时间将分别推迟60分钟和90分钟。
原定于2月14日进行的看护师国家试验的考试开始时间被延迟了1小时。